# Сыртып
Сыртып — река в Ханты-Мансийском АО России. Устье реки находится в 131 км по правому берегу реки Камы. Длина реки составляет 123 км, площадь водосборного бассейна 449 км². 

## Данные водного реестра
По данным государственного водного реестра России относится к Иртышскому бассейновому округу, водохозяйственный участок реки — Конда, речной подбассейн реки — Конда. Речной бассейн реки — Иртыш.